# 叙利亚复兴党政权
敘利亞復興黨政權為1963至2024年間由阿拉伯復興社會黨—敘利亞地區一黨統治敘利亞的政權，正式國號仍為敘利亞阿拉伯共和國。自1970年糾正運動起至2024年倒台，敘利亞復興黨由哈菲茲和巴沙爾父子二人執政，由於其存在的大部份時間均由阿薩德家族掌權，故亦稱阿薩德政權。
經歷十三年內戰後，此政權於2024年攻勢中被反對派武裝推翻滅亡。

## 歷史
1963年，阿拉维派軍官發動軍事政變創立此政權，1970年哈菲兹·阿萨德再發動糾正運動推翻時任軍人總統萨拉赫·贾迪德，復興黨政權自此淪為阿薩德家族的个人獨裁，該政權亦因此被稱為「阿薩德政權」。對阿薩德統治的抵抗導致了1982年哈马大屠杀。其間敘利亞因新復興意識形態、宗派政治及地緣政治因素同伊拉克復興黨政權交惡。哈菲茲·阿薩德於2000年去世后由其子巴沙尔·阿萨德繼任。2011年，敘利亞爆發反對阿薩德統治的革命，並最終演變成長達13年的叙利亚内战；內戰期間阿薩德政權的領土控制有所縮小，但在俄羅斯、伊朗和真主黨等盟友的支持下，阿薩德政權一度站穩腳跟，成功剿滅伊斯蘭國並將反對派逼至西北伊德利卜一隅，直至2024年其盟友因俄烏戰爭及以哈戰爭而自顧不暇，敘利亞反對派武裝順勢於12月發動攻勢，最終攻克首都大馬士革，至此阿薩德政權倒臺。
敘利亞復興黨在1963年政變上台後即開始實施戒嚴，至敘利亞革命爆發後的2011年4月21日解嚴時已長達48年，超越中華民國的「台灣省戒嚴令」成為世界上歷時最長的戒嚴令。